# جان كوكس
جان كوكس (بالإنجليزية: Jean Cox؛ بالألمانية: Jean Cox) هو مغني أوبرا ومغني ألماني وأمريكي، ولد في 16 يناير 1922 في غادسدن في الولايات المتحدة، وتوفي في 24 يونيو 2012 في بايرويت في ألمانيا.

## وصلات خارجية
- جان كوكس على موقع ميوزك برينز (الإنجليزية)
- جان كوكس على موقع أول ميوزيك (الإنجليزية)
- جان كوكس على موقع ديسكوغز (الإنجليزية)